# Strongova konkordance
Strongova konkordance (plným názvem anglicky Strong's Exhaustive Concordance of the Bible) je konkordance vytvořená k Překladu krále Jakuba, která byla poprvé vydána v roce 1890. Byla vytvořena pod vedením Jamese Stronga, profesora exegetické teologie na Drew Theological Seminary.
Jedná se vlastně o rejstřík všech slov (respektive jejich kořenů), která jsou použita v Bibli v původních jazycích. Je zde zahrnuto 8674 hebrejských kořenů ze Starého zákona a 5624 řeckých kořenů z Nového zákona. Každý z kořenů má v Strongově konkordanci své vlastní heslo a své vlastní číslo, takzvané Strongovo číslo. Je zde také pro všechny výskyty kořene uveden odkaz a malá ukázka kontextu.